# Magí Cantacorps
Magí Cantacorps (Cervera, la Segarra, - Vic, Osona, 1769) va ser catedràtic del primer claustre de professors del Seminari de Vic erigit pel bisbe Manuel Muñoz i Guil (1749). Va ser doctor en teologia i filosofia. Va ser catedràtic de filosofia, capellà major i vice-canceller de la Universitat de Cervera. El 173 obtingué, per nomenament reial, una càtedra d'aquella universitat. Onze anys més tard, en 1734, ocupà una canongia subdiaconal a la catedral de Vic que depenia de la Universitat de Cervera. Era examinador sinodal del bisbat de Vic i censor, tal com es comprova en l’Oració panegírica de fra Pau Puig, de 1749 i publicada a Vic per Pere Morera. Deixà una fundació en honor de la Mare de Déu del Pilar.